# De 121’s Manifest
De 121's Manifest eller Ulydighedsmanifestet var i Frankrig navnet på et manifest fra 6. september 1960 med titlen Déclaration sur le droit à l'insoumission dans la guerre d'Algérie (Deklaration om retten til at nægte militærtjeneste i Algierkrigen). Manifestet blev offentliggjort i tidsskriftet Vérité-Liberté. Det var, som navnet indikerer, underskrevet af 121 kendte franske kulturpersonligheder med Jean-Paul Sartre i spidsen og henvendt til den franske offentlighed og regering, og vakte stor opsigt i Frankrig, idet det rummede en skarp kritik af den franske Algierpolitik og åbenlyst opfordrede til aktiviteter, der kunne modarbejde denne. Den aktuelle anledning var en retssag fordi nogle franskmænd havde nægtet at deltage i militærtjeneste i Algier, hvor manifestet støttede militærnægterne:
”Vi respekterer dem, der nægter at gribe til våben mod det algierske folk, og vi anser en sådan vægring for berettiget. Vi respekterer de franskmænd, der anser det for deres pligt, i det franske folks navn at hjælpe og støtte de undertrykte algierer, og vi anser deres handlinger for berettigede. Det algierske folks sag, som på afgørende måde medvirker til at ødelægge kolonisystemet, er alle frie menneskers sag.”
Ulydighedsmanifestet var en klar opbakning til FLNs væbnede kamp, oven i købet som et led i en større sag, ødelæggelsen af kolonisystemet. Samtidig kunne formuleringerne også appellere ganske bredt, herunder til pacifistiske kredse. Den franske stat reagerede voldsomt og forbød offentliggørelse af manifestet. De underskrivere, som var offentligt ansatte, blev tvunget til at forlade deres stillinger og mod seks af underskriverne blev rejst sigtelser efter straffeloven.

## Manifestet og Danmark
En kreds, som kaldte sig Det Frie Algiers Venner havde i oktober 1960 sendt Ulydighedsmanifestet i dansk oversættelse til 131 danske intellektuelle og kulturpersonligheder med det håb at samle underskrifter fra kendte danskere og således skabe en mere samlet opinion imod den franske politik i Algier. Manifestet blev bragt i fuld længde i første nummer af Algier Frit sammen med de foreløbige opgørelser over, hvem der havde tilsluttet sig. Det beløb sig i første omgang til 39 positive tilkendegivelser, heriblandt digteren Ivan Malinowski, læge og tidligere modstandsmand Tage Voss, forfatteren Agnes Henningsen, arkitekt og kulturkritiker Poul Henningsen, børnepsykolog og forhenværende skoleinspektør Sofie Rifbjerg, forfatteren H.C. Branner, billedkunstneren Henry Heerup og forfatteren Halfdan Rasmussen. Flere af dem havde skrevet små kommentarer, der bakkede initiativet op.